# Karina Smirnoff
 (février 2022).
La mise en forme du texte ne suit pas les recommandations de Wikipédia : il faut le « wikifier ».
Les points d'amélioration suivants sont les cas les plus fréquents. Le détail des points à revoir est peut-être précisé sur la page de discussion.
- Les titres sont pré-formatés par le logiciel. Ils ne sont ni en capitales, ni en gras.
- Le texte ne doit pas être écrit en capitales (les noms de famille non plus), ni en gras, ni en italique, ni en « petit »…
- Le gras n'est utilisé que pour surligner le titre de l'article dans l'introduction, une seule fois.
- L'italique est rarement utilisé : mots en langue étrangère, titres d'œuvres, noms de bateaux, etc.
- Les citations ne sont pas en italique mais en corps de texte normal. Elles sont entourées par des guillemets français : « et ».
- Les listes à puces sont à éviter, des paragraphes rédigés étant largement préférés. Les tableaux sont à réserver à la présentation de données structurées (résultats, etc.).
- Les appels de note de bas de page (petits chiffres en exposant, introduits par l'outil «  Source ») sont à placer entre la fin de phrase et le point final[comme ça].
- Les liens internes (vers d'autres articles de Wikipédia) sont à choisir avec parcimonie. Créez des liens vers des articles approfondissant le sujet. Les termes génériques sans rapport avec le sujet sont à éviter, ainsi que les répétitions de liens vers un même terme.
- Les liens externes sont à placer uniquement dans une section « Liens externes », à la fin de l'article. Ces liens sont à choisir avec parcimonie suivant les règles définies. Si un lien sert de source à l'article, son insertion dans le texte est à faire par les notes de bas de page.
- La présentation des références doit suivre les conventions bibliographiques. Il est recommandé d'utiliser les modèles {{Ouvrage}}, {{Chapitre}}, {{Article}}, {{Lien web}} et/ou {{Bibliographie}}. Le mode d'édition visuel peut mettre en forme automatiquement les références.
- Insérer une infobox (cadre d'informations à droite) n'est pas obligatoire pour parachever la mise en page.

Pour une aide détaillée, merci de consulter Aide:Wikification.
Si vous pensez que ces points ont été résolus, vous pouvez retirer ce bandeau et améliorer la mise en forme d'un autre article.
Pour les articles homonymes, voir Smirnoff (homonymie).
Karina Smirnoff (en grec : Καρίνα Σμίρνοφ ; en russe : Карина Смирнова ; née le 2 janvier 1978) est une danseuse américaine d'origine russe et grecque, danseuse professionnelle de salon. Elle est connue du grand public comme danseuse professionnelle sur Dancing with the Stars, gagnante de la treizième saison avec l'ancien soldat et star de feuilleton J. R. Martinez (en). Elle a également remporté la deuxième place, une demi-finale, et plusieurs quarts de finale.
Smirnoff a remporté le UK Open, est trois fois championne de l'US Open, deux fois championne à l'Asia Open, cinq fois championne du Dutch Open, et emporta par cinq fois la US National Professional Champion. Elle arriva deuxième à l'Open Britannique Blackpool Dance Festival et elle est la première femme à avoir jamais fait la British Professionnel Final avec trois partenaires différents.

## Jeunesse
Karina Smirnoff est née à Kharkiv et est à moitié grecque et russe. À 11 ans, elle a débuté la compétition en danse de salle. Elle a choisi de poursuivre la danse de salon. En 1993, Smirnoff a immigré aux États-Unis,.

### Éducation
Smirnoff fut élève dans plusieurs écoles, y compris Nerinx Hall High School à Saint-Louis et Christopher Colombus High School dans Le Bronx. Elle obtint finalement son diplôme de la Bronx High School of Science. Smirnoff est également diplômée de l'Université de Fordham à New York avec un double majeur en économie et en programmation.

## Carrière
Au début de la carrière de danseuse de Smirnoff, elle et Romain Nabatov ont concouru en tant que couple amateur pour les États-Unis. Ils ont mis fin à leur partenariat de danse en janvier 1997.
Peu après, Smirnoff commença à danser avec Paul Killick (en) en octobre 1998, comme couple de professionnels pour l'Angleterre ; ce partenariat prit fin en juillet 1999.
Louis Van Amstel (en) et Karina Smirnoff, en juillet 1999, sont devenus partenaires professionnels de danse, représentant alors les États-Unis ; leur collaboration a pris fin en décembre 2000. 
De janvier 2001 jusqu'en septembre 2005, Smirnoff dansa avec Slavik Kryklyvyy (en) et ils représentaient les États-Unis ; ce partenariat est, à ce jour, son plus grand succès. Kryklyvyy et Smirnoff ont gagné ensemble de nombreux titres et des notes élevées.
Smirnoff est apparue dans le film de 2004 Shall we Dance, jouant une professeur de danse et est la partenaire de danse de Stanley Tucci'. Elle a également publié un DVD fitness, Shape Up With Karina Smirnoff.
Son dernier partenaire enregistré dans les compétitions a été Dmitri Timokhin, représentant la Russie en octobre 2005. Ils ont remporté la première place au Grand-Prix du Dynamo de Moscou de 2006. Ils ont arrêté de danser ensemble en juin 2006.
Smirnoff a été le chef de projet/directeur de danse de l'événement intitulé Jour & Nuit, qui a eu lieu le 18 novembre 2006 au Hollywood & Highlands Grand Ballroom. Elle fut invitée dans l'émission Hannah Montana en tant que guest-star, où elle interpréta le rôle de Madame Escajeda. Une photo d'elle nue fut publiée dans la version anglaise du magazine Playboy en mai 2011.

## Danse avec les Stars
Smirnoff participa à la  troisième saison de la série Danse avec les Stars, avec comme partenaire Mario López. Ils ont terminé à la seconde place, perdant contre l'équipe de Emmitt Smith et Cheryl Burke (en).
Smirnoff participa de nouveau à l'émission le 19 mars 2007 pour la Saison 4, en partenariat avec Billy Ray Cyrus, la chanteuse country et la star d'Hannah Montana. La paire fut la septième à être éliminée de la compétition le 8 mai 2007.
Son partenaire pour la saison 5 de l'émission était le champion du monde de boxe de cinquième division Floyd Mayweather, Jr. Le 16 octobre 2007, Karina et Floyd ont été le quatrième couple éliminé de la compétition et sont parvenus à la 9e place de la compétition.
Elle revint pour la Saison 6, en partenariat avec le chanteur Mario et a terminé à la 5e place. Dans la Saison 7, elle a établi un partenariat avec le chef cuisinier Rocco DiSpirito (en) et ils ont été la quatrième paire éliminée.
Pour la huitième saison, Smirnoff fur la partenaire du cofondateur d'Apple Inc,  Steve Wozniak. Ils ont été éliminés au quatrième tour, le 31 mars 2009, avec Holly Madison et son partenaire Dmitry Chaplin (en). Pour la neuvième saison, elle a collaboré avec le chanteur Aaron Carter. Ils ont été éliminés, le 10 novembre 2009, se classant cinquièmes. Dans la onzième saison, elle a établi un partenariat avec The Situation de l'émission de TV-réalité Jersey Shore. Ils ont été éliminés à la quatrième semaine. Dans la saison 12 de Dancing with the Stars, elle s'associa avec la star de cinéma Ralph Macchio. Ils ont été éliminés en demi-finale.
Smirnoff est apparue à la treizième saison de Danse avec les Stars, durant laquelle elle collaborait avec l'acteur de Tous Mes Enfants J. R. Martinez (en). Smirnoff et Martinez ont gagné la compétition contre Rob Kardashian et son partenaire Cheryl Burke (en) & Ricki Lake et son partenaire Derek Hough. C'était la première fois que Smirnoff atteint la finale depuis sa première apparition lors de la Saison 3 avec Mario López.
Pour la quatorzième saison de Danse Avec Les Stars, Karina a collaboré avec le chanteur Gavin DeGraw. Ils ont été éliminés lors de la cinquième semaine. Pour la quinzième saison, elle s'associe avec le gagnant de la saison 4, Apolo Anton Ohno et finit 5e. Pour la seizième saison (en), elle est partenaire de la star de NFL Jacoby Jones. Smirnoff s'est blessée alors qu'elle effectuait un flip avec Jones pendant les répétitions, pour leur semaine 9 de Lindy hop. Le couple a réussi à atteindre la finale, mais a terminé à la troisième place derrière Zendaya et Kellie Pickler qui ont respectivement pris la deuxième et la première place.
Pour la saison 17 , elle a établi un partenariat avec l'ancien acteur de High School Musical Corbin Bleu et a atterri à la deuxième place derrière Amber Riley et Derek Hough. Pour la saison 18, elle dansa avec l'ancien joueur de la LNH, Sean Avery. Ils ont été le deuxième couple éliminé lors d'une double élimination dans la Semaine 2. Cette défaite marqua le premier retrait de la compétition de Smirnoff.
Pour la saison 19 elle entra en collaboration avec le combattant et acteur de l'UFC Randy Couture. Ils ont été éliminés durant la semaine 3, terminant à la 11e place. Après une saison de pause, Smirnoff est revenue pour la saison 21 (en) et a été jumelée avec le jockey professionnel Victor Espinoza (en). Le couple a été éliminé au cours de la Semaine 2 et a terminé à la 12e place. Pour la saison 22 (en), elle a établi un partenariat avec l'ancien quarterback de NFL, Doug Flutie. Ils ont été éliminés de la compétition lors de la semaine 6 et ont terminé à la 9e place.

### Performances
| Saison | Partenaire            | Place |
| ------ | --------------------- | ----- |
| 3      | Mario López           | 2e    |
| 4      | Billy Ray Cyrus       | 5e    |
| 5      | Floyd Mayweather, Jr. | 9e    |
| 6      | Mario                 | 5e    |
| 7      | Rocco DiSpirito (en)  | 9e    |
| 8      | Steve Wozniak         | 10e   |
| 9      | Aaron Carter          | 5e    |
| 11     | Mike Sorrentino (en)  | 9e    |
| 12     | Ralph Macchio         | 4e    |
| 13     | J. R. Martinez (en)   | 1re   |
| 14     | Gavin DeGraw          | 9e    |
| 15     | Apolo Anton Ohno      | 5e    |
| 16     | Jacoby Jones          | 3e    |
| 17     | Corbin Bleu           | 2e    |
| 18     | Sean Avery            | 11e   |
| 19     | Randy Couture         | 11e   |
| 21     | Victor Espinoza (en)  | 12e   |
| 22     | Doug Flutie           | 9e    |

#### AvecMario López(Saison 3) De 27,6
| Semaine            | Dance(s)/chanson(s)                                                  | Score de Carrie Ann | Score de Len (en) | Score de Bruno (en) | Résultat          |
| ------------------ | -------------------------------------------------------------------- | ------------------- | ----------------- | ------------------- | ----------------- |
| 1                  | Cha-cha-cha/Walkin' on the Sun                                       | 9                   | 8                 | 9                   | Safe              |
| 2                  | Quickstep/Do Your Thing                                              | 7                   | 6                 | 8                   | Safe              |
| 3                  | Tango/What You Waiting For?                                          | 8                   | 6                 | 8                   | Safe              |
| 4                  | Paso Doble/Cancion Del Mariachi                                      | 10                  | 9                 | 10                  | Safe              |
| 5                  | Rumba/The Way You Look Tonight                                       | 9                   | 9                 | 9                   | Safe              |
| 6                  | Mambo/Ran Kan Kan Disco/Don't Stop 'til You Get Enough               | 9 Pas de            | 9 Scores          | 10 Donnés           | Pas d'élimination |
| 7                  | Foxtrot/I Wanna Be Loved by You Jive/Shake a Tail Feather            | 10 9                | 9                 | 10 9                | Safe              |
| 8 Quarts de finale | Waltz/Dark Waltz Samba/Superstition                                  | 9 10                | 9                 | 10                  | Deux derniers     |
| 9 Demi-finale      | Tango/Whatever Lola Wants Cha-Cha-Cha/Bad                            | 10                  | 10 9              | 10                  | Safe              |
| 10 Finale          | Samba/Sir Duke Paso Doble/Cancion Del Mariachi Freestyle/It Take Two | 10 10               | 9 10 10           | 10 10               | Deuxième          |

#### AvecBilly Ray Cyrus(Saison 4) 19.0
| Semaine            | Danse(s)/Chanson(s)                         | Carrie Ann Inaba | Len Goodman (en) | Bruno Tonioli (en) | Résultat          |
| ------------------ | ------------------------------------------- | ---------------- | ---------------- | ------------------ | ----------------- |
| 1                  | Cha-cha-cha/Je Veux Que Mon Mulet De Retour | 5                | 4                | 4                  | Pas d'élimination |
| 2                  | Quickstep/Anneau de Feu                     | 7                | 7                | 7                  | Safe              |
| 3                  | Tango/Rock the Casbah                       | 7                | 7                | 7                  | Safe              |
| 4                  | Paso Doble/Black Betty                      | 7                | 7                | 7                  | Safe              |
| 5                  | Rumba/what's Love Got to Do with It?        | 6                | 6                | 5                  | Safe              |
| 6                  | Jive/J'aime Boogie Swing/Rock This Town     | 7 Pas de         | 7 Les Scores     | 7 Compte tenu de   | Safe              |
| 7                  | Valse/Play Me Samba/Living in America       | 5 7              | 6 7              | 6 7                | Deux derniers     |
| 8 Quarts de finale | Foxtrot/Stand by your Man Mambo/À Ma Façon  | 7 6              | 6 7              | 5 7                | Éliminée          |

#### AvecFloyd Mayweather, Jr(Saison 5) 20.8
| Semaine | Danse/Chant                                        | Carrie Ann Inaba | Len Goodman (en) | Bruno Tonioli (en) | Résultat      |
| ------- | -------------------------------------------------- | ---------------- | ---------------- | ------------------ | ------------- |
| 1       | Cha-cha-cha/La Façon Dont Vous Vous Déplacez       | 6                | 6                | 6                  | Safe          |
| 2       | Quickstep/signed, Sealed, delivered je suis à vous | 7                | 7                | 7                  | Safe          |
| 3       | Jive/Mess Around                                   | 7                | 7                | 7                  | Deux derniers |
| 4       | Paso Doble/Capitaine de Castille                   | 7                | 8                | 8                  | Éliminée      |

#### AvecMario(Saison 6) 25.4
| Semaine            | Danse(s)/Chanson(s)                                               | Carrie Ann | Len (en)     | Bruno (en)        | Résultat              |
| ------------------ | ----------------------------------------------------------------- | ---------- | ------------ | ----------------- | --------------------- |
| 1                  | Cha-cha-cha/Demande En Ligne                                      | 8          | 8            | 8                 | Pas d'élimination     |
| 2                  | Quickstep/Valerie                                                 | 9          | 8            | 9                 | Safe                  |
| 3                  | Tango/El Tango de Roxanne                                         | 7          | 6            | 8                 | Derniers appelés Safe |
| 4                  | Paso Doble/Higher Ground                                          | 8          | 7            | 9                 | Safe                  |
| 5                  | Samba/A-Tisket, A-Tasket                                          | 9          | 9            | 9                 | Safe                  |
| 6                  | Rumba/Let's Get It on Des Pays De L'Ouest/Cotton-Eyed Joe         | 9 Pas de   | 9 Les Scores | 10 Compte tenu de | Deux derniers         |
| 7                  | Foxtrot/Je suis Votre Homme Mambo/Mambo à la Sandoval             | 8 9        | 8 9          | 8 9               | Safe                  |
| 8 Quarts de finale | Valse viennoise/Si j'Ain ' t Got you Jive/Little Bitty Pretty One | 9          | 9 8          | 9                 | Éliminée              |

#### AvecRocco DiSpirito(en)(Saison 7) 17.8
| Semaine | Danse(s)/Chanson(s)                                         | Score de Carrie Ann Inaba' | Score de Len Goodman (en) | Score de Bruno Tonioli (en) | Résultat |
| ------- | ----------------------------------------------------------- | -------------------------- | ------------------------- | --------------------------- | -------- |
| 1       | Foxtrot/Stray Cat Strut Mambo/La Comay                      | 5 7                        | 4 7                       | 5 7                         | Safe     |
| 2       | Rumba/Vous ne Trouverez Jamais un Autre Amour Comme le Mien | 5                          | 6                         | 5                           | Safe     |
| 3       | Valse viennoise/Quoi de neuf Pussycat?                      | 7                          | 7                         | 6                           | Safe     |
| 4       | Samba/je vais à Rio                                         | 6                          | 6                         | 6                           | Éliminée |

- Aurait dû être éliminée, mais Misty May-Treanor se blessa et fut forcée de se retirer de la compétition.

#### AvecSteve Wozniak(Saison 8) 13.0
| Semaine | Danse/chanson                          | Carrie Ann Inaba | Len Goodman (en) | Bruno Tonioli (en) | Résultat          |
| ------- | -------------------------------------- | ---------------- | ---------------- | ------------------ | ----------------- |
| 1       | Cha-cha-cha/Vous n'avez Encore Rien Vu | 5                | 4                | 4                  | Pas d'élimination |
| 2       | Quickstep/Oh, Boy !                    | 6                | 5                | 6                  | Danse off         |
| 3       | Samba/Jump in the Line (Shake Senora)  | 4                | 3                | 3                  | Safe              |
| 4       | Le Tango Argentin/Cite Tango           | 4                | 4                | 4                  | Éliminée          |

#### AvecAaron Carter(Saison 9) 24.0
| Semaine            | Danse(s)/Chanson(s)                                              | Carrie Ann | Len (en)/Baz | Bruno (en)  | Résultat      |
| ------------------ | ---------------------------------------------------------------- | ---------- | ------------ | ----------- | ------------- |
| 1                  | Cha-cha-cha/Beggin'' Valse Viennoise/Je Suis Votre Homme         | 7 10       | 8 points     | 7 attribués | Safe          |
| 2                  | Quickstep/Le Muppet Show Theme Song                              | 9          | 9*           | 9           | Safe          |
| 3                  | Rumba/Spotlight                                                  | 8          | 6            | 7           | Safe          |
| 4                  | Lambada/Dr Beat                                                  | 6          | 6            | 6           | Deux derniers |
| 5                  | Le Tango Argentin/Epoca                                          | 8          | 8            | 8           | Deux derniers |
| 6                  | Valse/Trois Fois une Dame Mambo Marathon/Ran Kan Kan             | 8 Attribué | 9 8          | 8 Points    | Safe          |
| 7                  | Jive/On ne Va Pas le Prendre Paso Doble/je Me Déteste de t'Aimer | 9 8        | 10 8         | 10 8        | Deux derniers |
| 8 Quarts de finale | Foxtrot/De La Chance 90 Samba/Deux Princes                       | 7 9        | 8 9          | 8 9         | Éliminée      |

- Le Score a été attribué par le stand au juge Baz Luhrmann.

Saison 11 – Célébrité partenaire : Michael "The Situation" Sorrentino (en); Moyenne de la saison : 16.2 ; 9e place
| Semaine # | Danse/chanson                                       | Scores des juges | Scores des juges | Scores des juges | Résultat             |
| --------- | --------------------------------------------------- | ---------------- | ---------------- | ---------------- | -------------------- |
| Semaine # | Danse/chanson                                       | Inaba            | Goodman          | Tonioli          | Résultat             |
| 1         | Cha-cha-cha / Break your Heart                      | 5                | 5                | 5                | Safe                 |
| 2         | Quickstep / Americano                               | 6                | 6                | 6                | Derniers appelé Safe |
| 3         | Foxtrot / Boom Boom Pow                             | 7                | 6                | 7                | Safe                 |
| 4*        | Le Tango argentin / Sweet Dreams (Are Made of This) | 4 6              | 4 5              | 4 5              | Éliminée             |

- Dans le cadre de la semaine de la musique acoustique/double-score, les juges devaient donner des scores pour la technique et la performance.

Saison 12 – Célébrité partenaire : Ralph Macchio ; Moyenne de la saison : 23.4 ; 4e position
| Semaine # | Danse/chanson                                           | Score des juges | Score des juges | Score des juges | Résultat                    |
| --------- | ------------------------------------------------------- | --------------- | --------------- | --------------- | --------------------------- |
| Semaine # | Danse/chanson                                           | Inaba           | Goodman         | Tonioli         | Résultat                    |
| 1         | Foxtrot / Ain't That a Kick in the Head?                | 8               | 8               | 8               | Safe                        |
| 2         | Jive / Nobody But Me                                    | 7               | 7               | 7               | Safe                        |
| 3         | Rumba / Stay Gold                                       | 7               | 7               | 7               | Safe                        |
| 4         | Waltz / Romeo and Juliet                                | 8               | 8               | 9               | Safe                        |
| 5         | Samba / Sweet Home Alabama                              | 8               | 7               | 7               | Safe                        |
| 6         | Paso Doble / Gonna Make You Sweat (Everybody Dance Now) | 8               | 8               | 8               | Derniers à être appelé Safe |
| 7         | Quickstep / Pencil Full of Lead                         | *9 / 10         | 8               | 9               | Safe                        |
| 7         | Team Cha-cha-cha / Born This Way                        | *8 / 8          | 7               | 7               | Safe                        |
| 8         | Viennese Waltz / Maybe I, Maybe You                     | 8               | 8               | 9               | Derniers à être appelé Safe |
| 8         | Instant Cha-cha-cha / Stuck in the Middle with You      | 7               | 7               | 7               | Derniers à être appelé Safe |
| 9         | Argentine Tango / Violentango                           | 8               | 9               | 8               | Eliminée                    |
| 9         | Salsa / I Know You Want Me (Calle Ocho)                 | 8               | 7               | 8               | Eliminée                    |

- Les scores supplémentaires de la Semaine 7 ont été attribués par le juge-invité Donnie Burns (en).

Saison 13 – la Célébrité partenaire : J. R. Martinez ; Moyenne de la saison : 26.4 ; placée à la 1re
| Semaine # | Danse/chanson                                                              | Score des juges | Score des juges | Score des juges | Résultat                   |
| --------- | -------------------------------------------------------------------------- | --------------- | --------------- | --------------- | -------------------------- |
| Semaine # | Danse/chanson                                                              | Inaba           | Goodman         | Tonioli         | Résultat                   |
| 1         | Viennese Waltz / Breakaway                                                 | 8               | 7               | 7               | Safe                       |
| 2         | Jive / Jump, Jive An' Wail!                                                | 7               | 7               | 8               | Safe                       |
| 3         | Rumba / If You're Reading This                                             | 9               | 8               | 9               | Safe                       |
| 4         | Foxtrot / The Pink Panther Theme                                           | 8               | 9               | 9               | Safe                       |
| 5         | Samba / Conga                                                              | 9               | 9               | 10              | Safe                       |
| 6         | Quickstep / Hot Honey Rag Group Broadway Dance / Big Spender & Money Money | 10 Pas de       | 9 Scores        | 10 Donnés       | Safe                       |
| 7         | Tango /Theme from Ghostbusters                                             | 9               | 8               | 8               | Safe                       |
| 7         | Team Tango / Disturbia                                                     | 8               | 7               | 8               | Safe                       |
| 8         | Waltz / What the World Needs Now                                           | 10              | 10              | 10              | Safe                       |
| 8         | Instant Jive / Tutti Frutti                                                | 10              | 10              | 10              | Safe                       |
| 9         | Paso Doble / Theme from The Legend of Zorro                                | 8               | 7               | 8               | Dernier à être appelé Safe |
| 9         | Argentine Tango / Bust Your Windows                                        | 9               | 9               | 9               | Dernier à être appelé Safe |
| 9         | Cha-cha-cha Relay / I Like How It Feels                                    | 6               | points          | attribués       | Dernier à être appelé Safe |
| 10        | Cha-cha-cha / Let's Get Loud                                               | 8               | 7               | 9               | Gagnants                   |
| 10        | Freestyle / Whine Up                                                       | 10              | 10              | 10              | Gagnants                   |
| 10        | Jive / Jump, Jive An' Wail!                                                | 28              | points          | attribués       | Gagnants                   |
| 10        | Instant Samba / Shake Your Bon-Bon                                         | 10              | 10              | 10              | Gagnants                   |

Saison 14 – Célébrité partenaire : Gavin DeGraw ; Moyenne de la saison : 21.4 ; placée à 9e place
| Semaine # | Danse/chanson                                                             | Score des juges | Score des juges | Score des juges | Résultat          |
| --------- | ------------------------------------------------------------------------- | --------------- | --------------- | --------------- | ----------------- |
| Semaine # | Danse/chanson                                                             | Inaba           | Goodman         | Tonioli         | Résultat          |
| 1         | Foxtrot / je cours pour Vous                                              | 7               | 6               | 7               | Pas d'élimination |
| 2         | Jive / Real Wild Child                                                    | 7               | 7               | 7               | Deux derniers     |
| 3         | Rumba / l'État de New York de l'Esprit                                    | 8               | 8               | 8               | Deux derniers     |
| 4         | Tango / Paint It, Black                                                   | 8               | 8               | 7               | Safe              |
| 5         | Samba / Chérie du Venezuela Danse Duel Cha-cha-cha / Le Bord de la Gloire | 6 Perdu         | 6 Cet           | 7 événement     | Éliminée          |

Saison 15 – Célébrité partenaire : Apolo Anton Ohno ; Moyenne de la saison : 25.5 ; classée 5e
| Semaine # | Danse/chanson | Score des juges | Score des juges | Score des juges | Résultat                     |
| --------- | --- | --------------- | --------------- | --------------- | ---------------------------- |
| Semaine # | Danse/chanson | Inaba           | Goodman         | Tonioli         | Résultat                     |
| 1         | Cha-cha-cha / Party Rock Anthem                                                                                      | 7.5             | 7               | 7.5             | Safe                         |
| 2         | Quickstep / Five Months, Two Weeks, Two Days                                                                         | 8.5             | 8.0             | 8.0             | Safe                         |
| 3         | Foxtrot / Fever | 9.0             | 8.0             | 8.5             | Safe                         |
| 4         | Hip-Hop / Poison | 8.5             | 9.0             | 8.5* / 8.5      | Safe                         |
| 5         | Samba / Give It to Me Baby Team Freestyle / Call Me Maybe                                                            | 8.5 9.5         | 9.5 10.0        | 9.0 10.0        | Pas d'élimination            |
| 6         | Viennese Waltz / Skin (Sarabeth) Group Country Western / Save a Horse (Ride a Cowboy) et I Play Chicken with a Train | 10.0 Pas de     | 10.0 Scores     | 10.0 Attribués  | Derniers à être appelés Safe |
| 7         | Cha-cha-cha & Paso Doble / Scream Swing Marathon / Do Your Thing                                                     | 9.0 6           | 9.0 points      | 9.0 attribués   | Pas d'élimination            |
| 8         | Tango / Holding Out for a Hero Jive (Trio Challenge) / Greased Lightnin'                                             | 10.0 9.5        | 9.5             | 10.0            | Derniers à être appelés Safe |
| 9         | Jazz / What You Waiting For? Rumba / Man in the Mirror                                                               | 8.5 10.0        | 9.0 10.0        | 9.5 10.0        | Eliminée                     |

- Le score supplémentaire pour la Semaine 4 a été remis par le juge invité, Paula Abdul.

seizième saison (en) – Célébrité partenaire : Jacoby Jones ; Moyenne de la saison : 25.6 ; placée à la 3e
| Semaine # | Dance/chanson                                                                                            | Scores des juges | Scores des juges | Scores des juges | Résultat                     |
| --------- | --- | ---------------- | ---------------- | ---------------- | ---------------------------- |
| Semaine # | Dance/chanson                                                                                            | Inaba            | Goodman          | Tonioli          | Résultat                     |
| 1         | Cha-cha-cha / Good Feeling                                                                               | 7                | 6                | 7                | Pas d'élimination            |
| 2         | Jazz / Five Guys Named Moe                                                                               | 8                | 7                | 8                | Safe                         |
| 3         | Prom Group Dance / The Rockafeller Skank Rumba / Stay                                                    | 2 8              | Points 8         | Attribués 8      | Safe                         |
| 4         | Foxtrot / Watching You                                                                                   | 8                | 8                | 8                | Safe                         |
| 5         | Jive* / Long Tall Sally                                                                                  | 9                | 8                | 9                | Safe                         |
| 6         | Quickstep / For Once in My Life Team Paso Doble / Higher Ground                                          | 8 7              | 7 8              | 8 7              | Safe                         |
| 7         | Salsa / Danza Kuduro Jive Dance Off / Good Golly Miss Molly                                              | 9 perdu          | 9 cet            | 9 événement      | Safe                         |
| 8         | Viennese Waltz / It's a Man's, Man's, Man's World Paso Doble (Trio Challenge) / La Virgen de la Macarena | 9 8              | 9                | 9 8              | Derniers à être appelés Safe |
| 9         | Argentine Tango / Concierto Para Quinteto Lindy Hop / Ding Dong Daddy of the D-Car Line                  | 10               | 10 9             | 10               | Safe                         |
| 10        | Jive / Shake It Cha-cha-cha Relay / Treasure Freestyle / Can't Hold Us Instant Salsa / Aguanile          | 9 2 9 10         | 9 points 9 10    | 9 attribués 9 10 | 3e place                     |

- Pour le 'Len's Side-by-Side Challenge", Jones et Smirnoff ont choisi Maksim Chmerkovskiy (en) et Anna Trebunskaya (en) comme partenaires.
- Le danseur que Jones et Smirnoff ont choisi pour le Trio Challenge était Cheryl Burke (en).

#### AvecCorbin Bleu(Saison 17) 27.4
Saison 17 – Célébrité partenaire : Corbin Bleu ; Moyenne de la saison : 27.4 ; 2e place
| Semaine # | Dance/chanson | Scores des juges | Scores des juges | Scores des juges | Résultat          |
| --------- | --- | ---------------- | ---------------- | ---------------- | ----------------- |
| Semaine # | Dance/chanson | Inaba            | Goodman          | Tonioli          | Résultat          |
| 1         | Contemporary / If I Lose Myself | 8                | 8                | 8                | Pas d'élimination |
| 2         | Jive / Kiss You | 9                | 8                | 9                | Safe              |
| 3         | Quickstep / Diga Diga Doo | 9                | 8                | 9                | Safe              |
| 4         | Paso Doble / Zorongo | 9                | 9*               | 9                | Safe              |
| 5         | Foxtrot / My Wish | 9                | 9                | 10               | Safe              |
| 6         | Viennese Waltz / Theme from Game of Thrones Switch-Up Challenge / Various                                                                    | 8 4              | 7 Points         | 8 attribués      | Non-éliminés      |
| 7         | Cha-cha-cha / Pumpin Blood Team Freestyle / The Fox (What Does the Fox Say ?)                                                                | 10               | 9 10             | 10               | Safe              |
| 8         | Argentine Tango / Welcome to Burlesque Cha-cha-cha Dance-Off / Woman's World                                                                 | 9 3              | 9* Points        | 9 attribués      | Safe              |
| 9         | Waltz / Apologize Jazz (Trio Challenge)* / Yeah!                                                                                             | 9 10             | 9 10             | 10               | Safe              |
| 10        | Tango / My Songs Know What You Did in the Dark (Light Em Up) Rumba / My Songs Know What You Did in the Dark (Light Em Up) (acoustic version) | 9 10             | 8/9* 10/10*      | 9 10             | Safe              |
| 11        | Quickstep / Diga Diga Doo Samba Relay / No Scrubs Freestyle / Smooth Criminal Cha-cha-cha & Foxtrot / All Night                              | 9 5 10 9         | 9 points 10 9    | 9 attribués 10 9 | Deuxième position |

- Le score de la Semaine 4 fut donné par Julianne Hough.
- Le score de la Semaine 8 fut donné par Cher.
- Les danseurs Bleu et Smirnoff ont choisi, pour le Trio Challenge, Witney Carson (en).
- Les points supplémentaires de la Semaine 10 ont été décernés par le juge-invité Maksim Chmerkovskiy (en).

#### AvecSean Avery(Saison 18) 20.5
Saison 18 – Célébrité partenaire : Sean Avery ; Moyenne de la saison : 20.5 ; classée 11e
| Semaine # | Danse/chanson                                 | Scores des juges | Scores des juges | Scores des juges | Résultat          |
| --------- | --------------------------------------------- | ---------------- | ---------------- | ---------------- | ----------------- |
| Semaine # | Danse/chanson                                 | Inaba            | Goodman          | Tonioli          | Résultat          |
| 1         | Contemporain / , Quelque Part Que Nous Savons | 7                | 6                | 7                | Pas d'élimination |
| 2         | Salsa / Dance Bailalo                         | 7                | 7                | 7                | Éliminée          |

#### AvecRandy Couture(Saison 19) 28.3
Saison 19 – Célébrité partenaire : Randy Couture ; Moyenne de la saison : 28.3 ; classée 11e
| Semaine # | Danse/chanson                                 | Scores des juges | Scores des juges | Scores des juges | Scores des juges | Résultat |
| --------- | --------------------------------------------- | ---------------- | ---------------- | ---------------- | ---------------- | -------- |
| Semaine # | Danse/chanson                                 | Inaba            | Goodman          | Hough            | Tonioli          | Résultat |
| 1         | Foxtrot / La Façon Dont Vous Regardez Ce Soir | 8                | 7                | 8                | 8                | Safe     |
| 2         | Cha-cha-cha / (I can't Get No) Satisfaction   | 7                | 7                | 7                | 7                | Safe     |
| 3         | Paso Doble / Eye of the Tiger                 | 7                | 7                | 6                | 6                | Éliminée |

#### AvecVictor Espinoza(en)(Saison 21) 17.3
la saison 21 (en) – Célébrité partenaire : Victor Espinoza ; Moyenne de la saison : 17.3 ; placée 12e
| Semaine # | Danse/Chant                          | Scores des juges | Scores des juges | Scores des juges | Résultat          |
| --------- | ------------------------------------ | ---------------- | ---------------- | ---------------- | ----------------- |
| Semaine # | Danse/Chant                          | Inaba            | Hough            | Tonioli          | Résultat          |
| 1         | Salsa / G. D. F. R                   | 5                | 5                | 5                | Pas d'élimination |
| 2         | Jive / La Bamba Rumba / Girl on Fire | 6 7              | 5 6              | 6 7              | Éliminée          |

#### AvecDoug Flutie(Saison 22) 19.2
Saison 22 (en)] – Célébrité partenaire : Doug Flutie ; Moyenne de la saison :19.2 ; placée 9e
| Semaine # | Danse/chanson                 | Scores des juges | Scores des juges | Scores des juges | Résultat              |
| --------- | ----------------------------- | ---------------- | ---------------- | ---------------- | --------------------- |
| Semaine # | Danse/chanson                 | Inaba            | Goodman          | Tonioli          | Résultat              |
| 1         | Foxtrot / Sweet Caroline      | 5                | 5                | 5                | Pas d'élimination     |
| 2         | Paso Doble / Buster Voodoo    | 7                | 6                | 7                | Trois derniers        |
| 3         | Valse / Rainbow Connection    | 7                | 6                | 7                | Derniers appelés Safe |
| 4         | Jazz / Une Cuillerée de Sucre | 6                | 6/61             | 6                | Safe                  |
| 52        | Tango / Noir et Or            | 7                | 7/73             | 7                | Pas d'élimination     |
| 6         | Bollywood / Jai Ho            | 7                | 7                | 7                | Éliminée              |

## Vie personnelle
Smirnoff a grandi en  enfant unique. Ses parents possèdent un magasin d'alcools à Staten Island. Elle a un chien nommé Randy.
Smirnoff souffre d'un déficit de l'attention avec hyperactivité et prend du Vyvanse pour traiter cette maladie,.
Elle est sortie avec son partenaire de Danse Avec les Stars saison 3, Mario López, de 2006 à juin 2008. Elle est sortie ensuite avec l'ukrainien instructeur à Danse Avec les Stars Maksim Chmerkovskiy (en), durant l'été 2008. Ils se sont fiancés en décembre 2008, avant de se séparer en septembre 2009.
En octobre 2009, Smirnoff a commencé à sortir avec le lanceur de la Ligue Majeure de Baseball, Brad Penny. Ils se sont fiancés en octobre 2010, mais se sont séparés en décembre 2011.
Smirnoff s'est fiancée à l'entrepreneur Jason Adelman en janvier 2015. Le 11 mars 2015, ils ont annoncé qu'ils s'étaient séparés,.
Lors de l'été 2015, elle fut la vedette de Celebrity Family Feud (en). Sur la scène, elle a dansé un numéro de salsa avec Steve Harvey. Ses collègues danseurs lui ont donné un « 10 ».